# Войника
Войника (болг. Войника) — село в Болгарии. Находится в Ямболской области, входит в общину Стралджа. Население составляет 373 человека.

## Политическая ситуация
В местном кметстве Войника, в состав которого входит Войника, должность кмета (старосты) исполняет Калинка Иванова Иванова (Болгарская социалистическая партия (БСП)) по результатам выборов.
Кмет (мэр) общины Стралджа — Митко Панайотов Андонов (Болгарская социалистическая партия (БСП)) по результатам выборов.